# ヴェネト州

ヴェネト州
Regione Veneto

ヴェネト州（ヴェネトしゅう、イタリア語: Veneto、ヴェネト語: Vèneto、バイエルン・オーストリア語: Venezien）は、イタリア共和国北東部に位置する州。州都はヴェネツィア。

## 地理

### 位置・広がり
イタリアの北東部に位置し、東南でアドリア海（ヴェネツィア湾）に面する。州都ヴェネツィアは、トリエステから東南東へ115km、ボローニャから北東へ131km、ミラノから東へ246km、首都ローマから北へ395kmの距離にある。
隣接する州は以下の通り。AUTはオーストリア領を示す。
- ケルンテン州 (AUT) - 北東
- チロル州 (AUT) - 北東
- フリウリ＝ヴェネツィア・ジュリア州 - 東
- エミリア＝ロマーニャ州 - 南
- ロンバルディア州 - 西
- トレンティーノ＝アルト・アディジェ州 - 北西

### 地勢
地理学的な概観の特徴は他に類を見ないヴェネツィアのラグーナ（潟）である。重要な川に関しては南にポー川（とポー川の三角州）とアディジェ川、中心にはブレンタ川、北にはピアーヴェ川がある。また西にはガルダ湖がある。
北西にはアルプス山脈、特にレッシーニ山々（イタリア語: Monti Lessini）がそびえ、アジアーゴ高原とマルモラーダ氷河（マルモラーダ）のあるドロミーティ山脈などがある。また、平原にはエウガネイの丘がある。

### 主要な都市
人口5万人以上のコムーネは以下の通り。人口は2012年1月1日現在。
- ヴェネツィア （ヴェネツィア県） - 260,856人
- ヴェローナ （ヴェローナ県） - 251,842人
- パドヴァ （パドヴァ県） - 205,631人
- ヴィチェンツァ （ヴィチェンツァ県） - 111,222人
- トレヴィーゾ （トレヴィーゾ県） - 81,026人
- ロヴィーゴ （ロヴィーゴ県） - 50,136人

その他の主要都市として、キオッジャ、コネリアーノ、ヴィットリオ・ヴェネトなどがある。
- ヴェネツィア
- ヴェローナ
- パドヴァ
- ヴィチェンツァ

## 歴史

### ウェネティイ族
ヴェネト州の歴史は他の北部イタリアの州と共通している。古代にはインド・ヨーロッパ語族に属する言語を話すウェネティイ族が居住し、ヴェネトの名はこの民族に由来する。

### ローマ帝国
ローマ帝国の支配後、395年に東西にローマ帝国が分かれた後は、一時期ラヴェンナなどと同様、東ローマ帝国の勢力下にあった。ゴート族（東ゴート王国）やランゴバルト族（ランゴバルド王国）が流入した。

### ヴェネツィア共和国
この地方に位置する都市ヴェネツィアは都市国家ヴェネツィア共和国として、アドリア海の海上交通を掌握した。ラグーナによって陸からの進攻から比較的安全だったこともあり中世を通じて独立を保ち、イスラム圏とヨーロッパの中継貿易により、海上国家として繁栄した。最盛期にはパドヴァやベルガモなどの内陸の都市を勢力下におくだけでなく、キプロス島、クレタ島なども領有して栄えた。
1797年にナポレオン・ボナパルトに攻略されてヴェネツィア共和国は滅んだ。

### ロンバルド＝ヴェネト王国
ナポレオン戦争が終わり、1815年6月9日にウィーン議定書（ウィーン会議）が締結され、ベルギーの領有権と交換にオーストリア領ロンバルド＝ヴェネト王国となった。

### イタリア王国
第二次デンマーク戦争後のプロイセンとオーストリア間での領有権を巡って始まった普墺戦争へ、1866年にイタリア王国が干渉して宣戦布告した第3次イタリア独立戦争の初期にオーストリア＝ハンガリー帝国から分離されて、イタリア王国に統合された。
第一次世界大戦中にはイタリア戦線の最前線となり、カポレットの戦いとピアーヴェ川の戦いでピアーヴェ川一帯は最激戦地となった。

### 現代
ヴェネツィアを訪れる外国人観光客が多いため、イタリアの経済・財政を支える豊かな地域である。その分、州からの税収が中央政府を通じて貧しいイタリア南部に流れているとの不満が強い。このため北部同盟の呼び掛けにより2017年10月22日、西隣のロンバルディア州とともに自治権拡大を問う住民投票が実施された。約6割の投票率で、自治権拡大への賛成が9割を超えた。

## 行政区画
ヴェネト州は、以下の7県からなる。

ヴェネト州の県

左端の数字はISTATコード、アルファベット2文字は県名略記号を示す。人口は2012年1月1日現在。面積の単位はkm²。
|     |    | 県名             | 綴り    | 県都           | 面積  | 人口    |
| --- | -- | ---------------- | ------- | -------------- | ----- | ------- |
| 023 | VR | ヴェローナ県     | Verona  | ヴェローナ     | 3,121 | 899,817 |
| 024 | VI | ヴィチェンツァ県 | Vicenza | ヴィチェンツァ | 2,722 | 858,732 |
| 025 | BL | ベッルーノ県     | Belluno | ベッルーノ     | 3,678 | 209,720 |
| 026 | TV | トレヴィーゾ県   | Treviso | トレヴィーゾ   | 2,477 | 876,051 |
| 027 | VE | ヴェネツィア県   | Venezia | ヴェネツィア   | 2,463 | 846,275 |
| 028 | PD | パドヴァ県       | Padova  | パドヴァ       | 2,141 | 920,895 |
| 029 | RO | ロヴィーゴ県     | Rovigo  | ロヴィーゴ     | 1,789 | 242,167 |

## 文化

### 言語

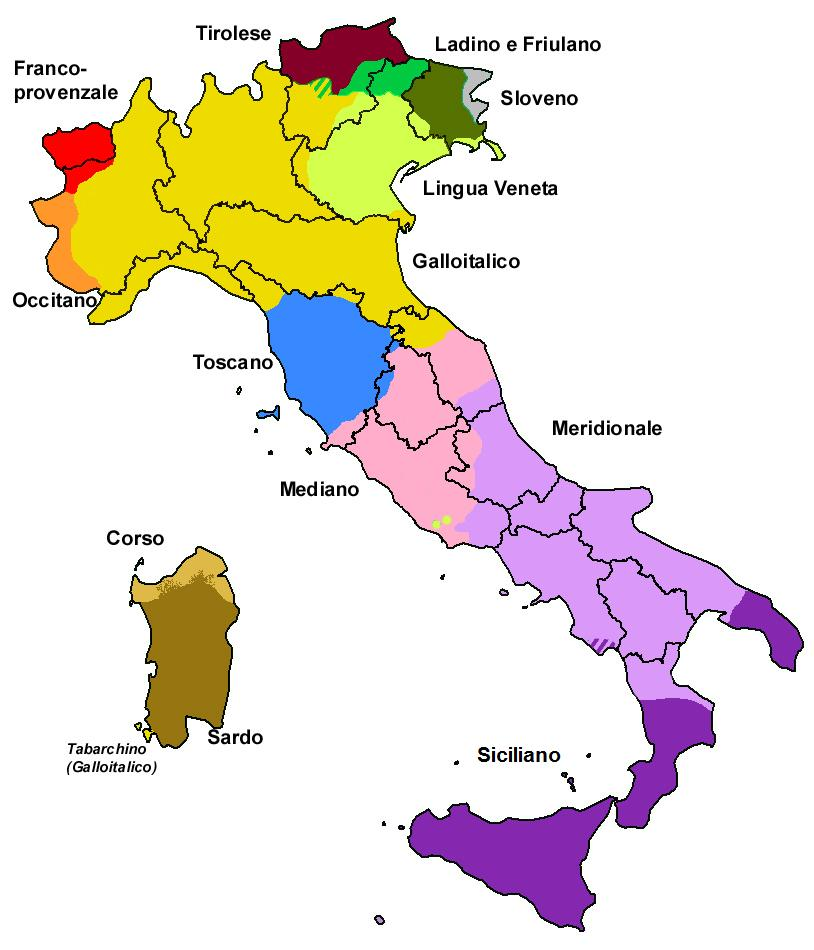
イタリアの言語分布

ヴェネト州では、地方言語（dialetto、方言）としてヴェネト語が広く話される。また、北東部ではドイツ語（バイエルン・オーストリア語系の南バイエルン・オーストリア語）が使用される。
2006年の国立統計研究所（ISTAT）の統計によれば、6歳以上の住民の家庭内での会話における言語状況は以下の通り。イタリア語（Italiano）、地方言語（Dialetto）、他の言語（Altra lingua）についてのデータで、左列が全国平均、右列がヴェネト州の数値である。イタリアの州の中では「地方言語のみ、あるいは主に地方言語を用いる」住民の割合が最も多い州である。
| 家庭内の会話における使用言語           | 全国  | 州    |
| -------------------------------------- | ----- | ----- |
| イタリア語のみ、あるいは主にイタリア語 | 45.5% | 23.6% |
| 地方言語のみ、あるいは主に地方言語     | 16.0% | 38.9% |
| イタリア語と地方言語の双方             | 32.5% | 31.0% |
| 他の言語                               | 5.1%  | 6.0%  |

### 世界遺産
州には世界遺産として以下がある。
- ヴェネツィアとその潟 （ヴェネツィア県ヴェネツィアなど）
- ヴィチェンツァ市街とヴェネト地方のパッラーディオのヴィッラ （ヴィチェンツァ県ヴィチェンツァなど）
- ヴェローナ市街 （ヴェローナ県ヴェローナ）
- ドロミーティ （ベッルーノ県）
- アルプス山脈周辺の先史時代の杭上住居群（一部）
  - ベルヴェデーレ（ヴェローナ県ペスキエーラ・デル・ガルダ）、フラッシーノ（ペスキエーラ・デル・ガルダ）、トンボラ（ヴェローナ県チェレーア）、ラゲット・デッラ・コスタ（パドヴァ県アルクァ・ペトラルカ）

## スポーツ

### サッカー
州内に本拠を置くプロサッカークラブとしては以下がある。所属リーグは2012-13シーズン現在。
- ACキエーヴォ・ヴェローナ （ヴェローナ県ヴェローナ） - セリエA（1部リーグ）
- エラス・ヴェローナFC （ヴェローナ県ヴェローナ） - セリエB（2部リーグ）
- カルチョ・パドヴァ （パドヴァ県パドヴァ） - セリエB
- ASチッタデッラ （パドヴァ県チッタデッラ） - セリエB
- ヴィチェンツァ・カルチョ （ヴィチェンツァ県ヴィチェンツァ） - セリエB
- カルチョ・ポルトグルアーロ・スンマーガ （ヴェネツィア県ポルトグルアーロ） - レガ・プロ1（3部リーグ）
- トレヴィーゾFC （トレヴィーゾ県トレヴィーゾ） - レガ・プロ1
- FBCウニオーネ・ヴェネツィア （ヴェネツィア県ヴェネツィア） - レガ・プロ2（4部リーグ）
- バッサーノ・ヴィルトゥス55ST （ヴィチェンツァ県バッサーノ・デル・グラッパ） - レガ・プロ2

5部リーグ（アマチュア最上位リーグ）のセリエDでは、トレンティーノ＝アルト・アディジェ州、フリウリ＝ヴェネツィア・ジュリア州のクラブとともにジローネCに属する。ヴェネト州の地方リーグ（6部リーグ）として、エッチェッレンツァ・ヴェネト (it:Eccellenza Veneto) がある。

## 交通

### 空港
- ヴェネツィア・テッセラ空港（マルコ・ポーロ国際空港：日本国東京/成田国際空港直行便運航中）
- トレヴィーゾ空港
- パドヴァ空港
- ヴェローナ・ヴィッラフランカ空港
- ヴィチェンツァ空港
- アジアーゴ空港
- ベッルーノ空港

## 人物

### 著名な出身者
- アンドレーア・パッラーディオ - 16世紀の建築家。パドヴァ生まれ。
- アントニオ・ヴィヴァルディ - 17-18世紀の作曲家。ヴェネツィア生まれ。
- ジャコモ・カサノヴァ - 18世紀の貴族・作家。ヴェネツィア生まれ。
- アントニオ・ネグリ - 哲学者。パドヴァ生まれ。
- ロベルト・バッジョ - サッカー選手。カルドーニョ出身。
- ヨハネ・パウロ1世 - ローマ教皇。カナーレ・ダーゴルド生まれ。
- アレッサンドロ・デル・ピエロ - サッカー選手。コネリアーノ生まれ。